# Marie-Clémentine Dusabejambo
Marie-Clémentine Dusabejambo (...) è una regista e sceneggiatrice ruandese.

## Biografia
Fa parte dell'Almond Tree Films Collective, una casa di produzione fondata dal regista statunitense Lee Isaac Chung nei pressi di Kigali, capitale del Ruanda.
La Dusabejambo ha collaborato alla sceneggiatura di Maibobo (diretto da Yves Montand Niyongabo), film selezionato ai festival di Rotterdam, Göteborg e al Festival del cinema africano, d'Asia e America Latina di Milano (dove ha ricevuto una Menzione Speciale). Nel 2011 dirige il cortometraggio Lyiza, vincitore del premio CINIT al Festival del cinema africano, d'Asia e America Latina di Milano 2012.

## Filmografia

### Sceneggiatrice
- Maibobo, regia di Yves Montand Niyongabo - cortometraggio (2009)
- Lyiza, regia di Marie-Clémentine Dusabejambo - cortometraggio (2011)
- Behind the Word, regia di Marie-Clémentine Dusabejambo - cortometraggio (2012)
- A Place for Myself, regia di Marie-Clémentine Dusabejambo - cortometraggio (2016)
- Icyasha, regia di Marie-Clémentine Dusabejambo - cortometraggio (2018)

### Regista
- Lyiza - cortometraggio (2011)
- Behind the Word - cortometraggio (2012)
- A Place for Myself - cortometraggio (2016)
- Icyasha - cortometraggio (2018)